# Нижній Сатіс
Нижній Саті́с (рос. Нижний Сатис, ерз. Нижний Сатис) — селище у складі Темниковського району Мордовії, Росія. Входить до складу Русько-Тювеєвського сільського поселення.
Населення — 4 особи (2010; 13 у 2002).
Національний склад (станом на 2002 рік):
- росіяни — 100 %